# Signochrysa signatipennis
Signochrysa signatipennis is een insect uit de familie van de gaasvliegen (Chrysopidae), die tot de orde netvleugeligen (Neuroptera) behoort. 
Signochrysa signatipennis is voor het eerst wetenschappelijk beschreven door Banks in 1910.